# Fattore sterico
Nella teoria delle collisioni, il fattore sterico è la probabilità che due o più molecole nel collidere abbiano un'orientazione relativa corretta affinché la reazione chimica possa avvenire e le molecole dei reagenti convertirsi in quelle dei prodotti previsti dalla reazione.
Tale fattore dipende dalla complessità della struttura delle molecole coinvolte, nonché dall'ingombro sterico esistente attorno al sito utile della reazione.